# Latibulus liaoningensis
Latibulus liaoningensis är en stekelart som beskrevs av Sheng, Wang och Liu 1994. Latibulus liaoningensis ingår i släktet Latibulus och familjen brokparasitsteklar. Inga underarter finns listade i Catalogue of Life.